# Dicranostyles
Dicranostyles é um género botânico pertencente à família Convolvulaceae.